# Maeda Ku-1
Maeda Ku-1 (Малий армійський планер Тип 2) — планер Імперської армії Японії періоду Другої світової війни.

## Історія створення
У 1940 році ВПС Імперської армії Японії видали специфікацію на легкий планер. Відповідно до специфікації професор Імперського технічного університету в Кюсю  Хіроші Сато та побудований на фірмі Maeda у 1941 році.
Це був двобалковий дерев'яний високоплан. Шасі складалось з лижі та двох коліс. Планер, керований двома пілотами, міг перевозити 7-8 екіпірованих солдатів.
Випробування восени 1941 року пройшли успішно і планер був прийнятий на озброєння під назвою «Малий армійський планер Тип 2» (або Ku-1).  
Всього було виготовлено близько 100 планерів. Вони використовувались для різноманітних випробувань та як навчальні, лише на території Японії. У бойових діях Ku-1 участі не брали.

## Тактико-технічні характеристики

### Технічні характеристики
- Екіпаж: 2 особи
- Пасажири: 8 осіб
- Довжина: 9,36 м
- Розмах крила: 17,00 м
- Площа крила: 30,00 м
- Маса порожнього: 700 кг
- Маса спорядженого: 1 300 кг
- Корисне навантаження: 600 кг

### Льотні характеристики
- Крейсерська швидкість: 178 км/г
- Максимальна швидкість: 130 км/г